# Венера з Мораван над Вагом

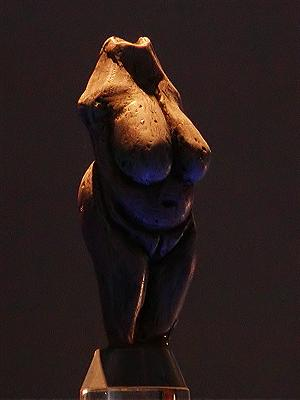
Моравянська венера

Вене́ра з Морава́н-над-Ва́гом — жіноча фігура вирізьблена з мамутової кістки приблизно 22 800 р. до н. е. в період Граветтської культури. Знайдена близько 1930 р. селянином Штефаном Гулман-Петрехом на виявленій стоянці мисливців за мамонтами в с. Моравани-над-Вагом.
Має виразні жіночі статеві ознаки, як символ збереження людського роду. Вона згодом потрапила до німецького археолога Цотцова, потім через Прагу до Німеччини, далі до Парижа. До Словаччини повернулася 16 травня 1967 р. завдяки археологові Юряю Барту. Зараз зберігається в Братиславському граді в експозиції Словацького національного музею.
| Атерійський наконечник | Це незавершена стаття з археології. Ви можете допомогти проєкту, виправивши або дописавши її. |